# Reinhard Mey/Diskografie
Diese Diskografie ist eine Übersicht über die musikalischen Werke des deutschen Liedermachers Reinhard Mey und seiner Pseudonyme wie Rainer May und Frédérik Mey. Den Quellenangaben und Schallplattenauszeichnungen zufolge hat er bisher mehr als 3,7 Millionen Tonträger verkauft. Seine erfolgreichsten Veröffentlichungen sind die Autorenbeteiligung Gute Nacht, Freunde (Inga und Wolf), die Kompilation Mein Apfelbäumchen und das Livealbum Reinhard Mey live mit jeweils über 500.000 verkauften Einheiten.

## Alben

### Studioalben
| Jahr | Titel                         | Höchstplatzierung, Gesamtwochen/‑monate, AuszeichnungChartplatzierungen (Jahr, Titel, Platzierungen, Wochen/Monate, Auszeichnungen, Anmerkungen) | Höchstplatzierung, Gesamtwochen/‑monate, AuszeichnungChartplatzierungen (Jahr, Titel, Platzierungen, Wochen/Monate, Auszeichnungen, Anmerkungen) | Höchstplatzierung, Gesamtwochen/‑monate, AuszeichnungChartplatzierungen (Jahr, Titel, Platzierungen, Wochen/Monate, Auszeichnungen, Anmerkungen) | Anmerkungen                                           |
| Jahr | Titel                         | DE | AT | CH | Anmerkungen                                           |
| ---- | ----------------------------- | --- | --- | --- | ----------------------------------------------------- |
| 1967 | Ich wollte wie Orpheus singen | — | — | — | Erstveröffentlichung: 1967                            |
| 1969 | Ankomme Freitag, den 13.      | — | — | — | Erstveröffentlichung: 1969                            |
| 1970 | Aus meinem Tagebuch           | DE— GoldDE | — | — | Erstveröffentlichung: 1970 Verkäufe: + 250.000        |
| 1971 | Ich bin aus jenem Holze       | DE8 Gold · (4 Mt.)DE | — | — | Erstveröffentlichung: 1971 Verkäufe: + 250.000        |
| 1972 | Mein achtel Lorbeerblatt      | DE1 Gold · (3 Mt.)DE | — | — | Erstveröffentlichung: 1972 Verkäufe: + 250.000        |
| 1974 | Wie vor Jahr und Tag          | DE16 Gold · (2 Mt.)DE | AT8 (4 Wo.)AT | — | Erstveröffentlichung: 1974 Verkäufe: + 250.000        |
| 1975 | Ikarus                        | DE26 (2 Mt.)DE | — | — | Erstveröffentlichung: 1975                            |
| 1977 | Menschenjunges                | DE24 (2 Mt.)DE | AT16 (2 Mt.)AT | — | Erstveröffentlichung: 1977                            |
| 1979 | Keine ruhige Minute           | DE16 (21 Wo.)DE | AT20 (1 Mt.)AT | — | Erstveröffentlichung: 1979                            |
| 1980 | Jahreszeiten                  | DE12 (32 Wo.)DE | — | — | Erstveröffentlichung: 1980                            |
| 1981 | Freundliche Gesichter         | DE36 (8 Wo.)DE | — | — | Erstveröffentlichung: 1981                            |
| 1983 | Die Zwölfte                   | DE34 (9 Wo.)DE | AT17 (½ Mt.)AT | — | Erstveröffentlichung: 1983                            |
| 1985 | Hergestellt in Berlin         | DE21 (16 Wo.)DE | AT28 (½ Mt.)AT | — | Erstveröffentlichung: 1. April 1985                   |
| 1986 | Alleingang                    | DE27 (12 Wo.)DE | — | — | Erstveröffentlichung: 1. Juli 1986                    |
| 1988 | Balladen                      | DE27 (13 Wo.)DE | AT16 (5 Mt.)AT | — | Erstveröffentlichung: 1. Januar 1988                  |
| 1990 | Farben                        | DE27 (25 Wo.)DE | AT30 (2 Wo.)AT | — | Erstveröffentlichung: 1. April 1990                   |
| 1992 | Alles geht!                   | DE28 (17 Wo.)DE | AT26 (12 Wo.)AT | — | Erstveröffentlichung: 1. März 1992                    |
| 1994 | Immer weiter                  | DE21 (12 Wo.)DE | AT31 (4 Wo.)AT | — | Erstveröffentlichung: 1. Mai 1994                     |
| 1996 | Leuchtfeuer                   | DE26 (22 Wo.)DE | AT26 (14 Wo.)AT | — | Erstveröffentlichung: 9. Mai 1996                     |
| 1998 | Flaschenpost                  | DE7 (32 Wo.)DE | AT32 (11 Wo.)AT | — | Erstveröffentlichung: 15. Mai 1998                    |
| 2000 | Einhandsegler                 | DE7 Gold · (27 Wo.)DE | AT22 (6 Wo.)AT | — | Erstveröffentlichung: 5. Mai 2000 Verkäufe: + 150.000 |
| 2002 | Rüm Hart                      | DE4 (21 Wo.)DE | AT14 (9 Wo.)AT | — | Erstveröffentlichung: 3. Mai 2002                     |
| 2004 | Nanga Parbat                  | DE2 Gold · (17 Wo.)DE | AT12 (14 Wo.)AT | — | Erstveröffentlichung: 1. Mai 2004 Verkäufe: + 100.000 |
| 2007 | Bunter Hund                   | DE1 Gold · (19 Wo.)DE | AT8 (8 Wo.)AT | — | Erstveröffentlichung: 4. Mai 2007 Verkäufe: + 100.000 |
| 2010 | Mairegen                      | DE2 Gold · (24 Wo.)DE | AT2 (16 Wo.)AT | CH66 (1 Wo.)CH | Erstveröffentlichung: 7. Mai 2010 Verkäufe: + 100.000 |
| 2013 | dann mach’s gut               | DE1 Platin · (26 Wo.)DE | AT1 (15 Wo.)AT | CH28 (4 Wo.)CH | Erstveröffentlichung: 3. Mai 2013 Verkäufe: + 200.000 |
| 2016 | Mr. Lee                       | DE3 Gold · (18 Wo.)DE | AT4 (19 Wo.)AT | CH23 (3 Wo.)CH | Erstveröffentlichung: 6. Mai 2016 Verkäufe: + 100.000 |
| 2020 | Das Haus an der Ampel         | DE2 (30 Wo.)DE | AT2 (9 Wo.)AT | CH5 (5 Wo.)CH | Erstveröffentlichung: 29. Mai 2020                    |
| 2024 | Nach Haus                     | DE1 (11 Wo.)DE | AT2 (8 Wo.)AT | CH3 (5 Wo.)CH | Erstveröffentlichung: 3. Mai 2024                     |

grau schraffiert: keine Chartdaten aus diesem Jahr verfügbar

### Livealben
| Jahr | Titel                                                                          | Höchstplatzierung, Gesamtwochen/‑monate, AuszeichnungChartplatzierungen (Jahr, Titel, Platzierungen, Wochen/Monate, Auszeichnungen, Anmerkungen) | Höchstplatzierung, Gesamtwochen/‑monate, AuszeichnungChartplatzierungen (Jahr, Titel, Platzierungen, Wochen/Monate, Auszeichnungen, Anmerkungen) | Höchstplatzierung, Gesamtwochen/‑monate, AuszeichnungChartplatzierungen (Jahr, Titel, Platzierungen, Wochen/Monate, Auszeichnungen, Anmerkungen) | Anmerkungen                                                                 |
| Jahr | Titel                                                                          | DE | AT | CH | Anmerkungen                                                                 |
| ---- | ------------------------------------------------------------------------------ | --- | --- | --- | --------------------------------------------------------------------------- |
| 1971 | Reinhard Mey live                                                              | DE9 ×2Doppelgold · (5 Mt.)DE | — | — | Erstveröffentlichung: 1971 Verkäufe: + 500.000                              |
| 1974 | 20.00 Uhr                                                                      | DE23 (2 Mt.)DE | — | — | Erstveröffentlichung: 1974                                                  |
| 1981 | Tournee                                                                        | DE61 (2 Wo.)DE | — | — | Erstveröffentlichung: 1981                                                  |
| 1991 | Mit Lust und Liebe                                                             | — | AT30 (1 Wo.)AT | — | Erstveröffentlichung: 1. April 1991                                         |
| 1997 | Lebenszeichen live                                                             | DE95 (2 Wo.)DE | AT48 (1 Wo.)AT | — | Erstveröffentlichung: 17. März 1997                                         |
| 1999 | Lampenfieber live                                                              | DE64 (4 Wo.)DE | AT48 (1 Wo.)AT | — | Erstveröffentlichung: 26. März 1999                                         |
| 2001 | Solo – Die Einhandsegler Tournee                                               | DE56 (3 Wo.)DE | — | — | Erstveröffentlichung: 20. April 2001                                        |
| 2003 | Mey, Wader, Wecker – das Konzert zusammen mit Hannes Wader & Konstantin Wecker | DE22 (7 Wo.)DE | — | — | Erstveröffentlichung: 27. Januar 2003 anlässlich des 60. Geburtstags Waders |
| 2003 | Klaar Kiming                                                                   | DE53 (7 Wo.)DE | — | — | Erstveröffentlichung: 23. Mai 2003                                          |
| 2006 | !Ich kann                                                                      | DE26 (7 Wo.)DE | AT23 (5 Wo.)AT | — | Erstveröffentlichung: 12. Mai 2006                                          |
| 2009 | Danke, liebe gute Fee                                                          | DE11 (13 Wo.)DE | AT23 (7 Wo.)AT | — | Erstveröffentlichung: 8. Mai 2009                                           |
| 2012 | Gib mir Musik!                                                                 | DE4 (10 Wo.)DE | AT10 (5 Wo.)AT | CH55 (1 Wo.)CH | Erstveröffentlichung: 4. Mai 2012                                           |
| 2015 | dann mach’s gut live                                                           | DE5 (5 Wo.)DE | AT13 (4 Wo.)AT | CH83 (1 Wo.)CH | Erstveröffentlichung: 1. Mai 2015                                           |
| 2018 | Mr. Lee Live                                                                   | DE10 (3 Wo.)DE | AT14 (3 Wo.)AT | CH51 (2 Wo.)CH | Erstveröffentlichung: 4. Mai 2018                                           |
| 2023 | In Wien – The Song Maker                                                       | DE3 (5 Wo.)DE | AT3 (3 Wo.)AT | CH8 (1 Wo.)CH | Erstveröffentlichung: 5. Mai 2023                                           |
| 2024 | In Aschaffenburg – Die wiedergefundene Tournee 1992                            | DE7 (2 Wo.)DE | AT8 (1 Wo.)AT | CH27 (1 Wo.)CH | Erstveröffentlichung: 22. November 2024                                     |

grau schraffiert: keine Chartdaten aus diesem Jahr verfügbar
Weitere Livealben
- 1978: Unterwegs
- 1984: Live ’84
- 1987: Die große Tournee ’86
- 1995: Zwischen Zürich und zu Haus

### Kompilationen
| Jahr | Titel               | Höchstplatzierung, Gesamtwochen/‑monate, AuszeichnungChartplatzierungen (Jahr, Titel, Platzierungen, Wochen/Monate, Auszeichnungen, Anmerkungen) | Höchstplatzierung, Gesamtwochen/‑monate, AuszeichnungChartplatzierungen (Jahr, Titel, Platzierungen, Wochen/Monate, Auszeichnungen, Anmerkungen) | Höchstplatzierung, Gesamtwochen/‑monate, AuszeichnungChartplatzierungen (Jahr, Titel, Platzierungen, Wochen/Monate, Auszeichnungen, Anmerkungen) | Anmerkungen                                                                                     |
| Jahr | Titel               | DE | AT | CH | Anmerkungen                                                                                     |
| ---- | ------------------- | --- | --- | --- | ----------------------------------------------------------------------------------------------- |
| 1973 | Alles was ich habe  | DE20 (2 Mt.)DE | — | — | Erstveröffentlichung: 1973                                                                      |
| 1989 | Mein Apfelbäumchen  | DE20 Platin · (19 Wo.)DE | AT69 (½ Mt.)AT | — | Erstveröffentlichung: 1. August 1989 Verkäufe: + 500.000 Benefizanteil für die Kinderkrebshilfe |
| 1993 | Ich liebe dich      | — | AT38 (3 Wo.)AT | — | Erstveröffentlichung: 6. April 1993 Benefizanteil für die Deutsche Kinder-Aids-Hilfe            |
| 2005 | Frei!               | DE83 (1 Wo.)DE | AT54 (1 Wo.)AT | — | Erstveröffentlichung: 23. September 2005 Benefizanteil für an das SOS-Kinderdorf Deutschland    |
| 2015 | Lieder von Freunden | DE17 (6 Wo.)DE | AT22 (3 Wo.)AT | CH91 (1 Wo.)CH | Erstveröffentlichung: 6. November 2015                                                          |

grau schraffiert: keine Chartdaten aus diesem Jahr verfügbar
Weitere Kompilationen
- 1970: Irgendwann, irgendwo
- 1970: Portrait
- 1973: Mädchen in den Schänken
- 1974: Das Beste von Reinhard Mey
- 1976: Seine großen Erfolge
- 1977: Starportrait (Verkäufe: + 250.000; DE: Gold)
- 1978: M(e)y Instrumentals (Instrumentalstücke)
- 1978: Das große Liederalbum
- 1979: Meine schönsten Lieder
- 1981: Ein Dankeschön all meinen Freunden
- 1982: Starportrait 2 – Welch ein Geschenk ist ein Lied
- 1984: Die großen Erfolge (Verkäufe: + 250.000; DE: Gold)
- 1990: Das große deutsche Schlager-Archiv (mit Mireille Mathieu)
- 1996: Die 20 großen Erfolge
- 1997: Du bist ein Riese… (Benefizanteil für den Dunkelziffer e. V., der sexuell missbrauchten Kindern hilft)

### EPs
- 1966: 30 Fred Kasulzke protestatzki: Songs, Bänkellieder, Balladen
- 1966: Die drei Musketiere: Songs, Bänkellieder, Balladen
- 1983: Amiga-Quartett (nur in der DDR veröffentlicht)
- 1985: Reinhard Mey

### Tributealben
| Jahr | Titel                   | Höchstplatzierung, Gesamtwochen, AuszeichnungChartplatzierungen (Jahr, Titel, Platzierungen, Wochen, Auszeichnungen, Anmerkungen) | Höchstplatzierung, Gesamtwochen, AuszeichnungChartplatzierungen (Jahr, Titel, Platzierungen, Wochen, Auszeichnungen, Anmerkungen) | Höchstplatzierung, Gesamtwochen, AuszeichnungChartplatzierungen (Jahr, Titel, Platzierungen, Wochen, Auszeichnungen, Anmerkungen) | Anmerkungen                            |
| Jahr | Titel                   | DE | AT | CH | Anmerkungen                            |
| ---- | ----------------------- | --- | --- | --- | -------------------------------------- |
| 2002 | Hommage an Reinhard Mey | DE81 (3 Wo.)DE | — | — | Erstveröffentlichung: 2. Dezember 2002 |

## Singles

### Als Leadmusiker
| Jahr | Titel Album                                       | Höchstplatzierung, Gesamtwochen, AuszeichnungChartplatzierungen (Jahr, Titel, Album, Platzierungen, Wochen, Auszeichnungen, Anmerkungen) | Höchstplatzierung, Gesamtwochen, AuszeichnungChartplatzierungen (Jahr, Titel, Album, Platzierungen, Wochen, Auszeichnungen, Anmerkungen) | Höchstplatzierung, Gesamtwochen, AuszeichnungChartplatzierungen (Jahr, Titel, Album, Platzierungen, Wochen, Auszeichnungen, Anmerkungen) | Anmerkungen                       |
| Jahr | Titel Album                                       | DE | AT | CH | Anmerkungen                       |
| ---- | ------------------------------------------------- | --- | --- | --- | --------------------------------- |
| 1972 | Annabelle, ach Annabelle Mein Achtel Lorbeerblatt | DE29 (8 Wo.)DE | — | — | Erstveröffentlichung: 1972        |
| 1974 | Mann aus Alemannia 20.00 Uhr                      | DE18 (15 Wo.)DE | — | — | Erstveröffentlichung: August 1974 |

grau schraffiert: keine Chartdaten aus diesem Jahr verfügbar
Weitere Singles
- 1965: Geh und fang den Wind (als Rainer May)
- 1966: Rouge ou noir
- 1967: Das Lied von der Zeitung
- 1968: Ich hab’ nur dich gekannt
- 1970: In meinem Zimmer fällt leis’ der Regen
- 1970: Die Ballade vom Pfeifer
- 1970: Diplomatenjagd
- 1971: Der Mörder ist immer der Gärtner
- 1972: Die heiße Schlacht am kalten Büffet
- 1973: Trilogie auf Frau Pohl
- 1973: Aber deine Ruhe findest du trotz alledem nicht mehr
- 1974: Mein Testament
- 1974: Gute Nacht, Freunde
- 1974: Über den Wolken
- 1975: Es gibt Tage, da wünscht’ ich, ich wär’ mein Hund
- 1975: Hab Erdöl im Garten
- 1977: Ist mir das peinlich
- 1977: Ein Antrag auf Erteilung eines Antragsformulars
- 1978: Daddy Blue
- 1979: Dr. Nahtlos, Dr. Sägeberg und Dr. Hein
- 1979: Keine ruhige Minute
- 1980: Sommermorgen
- 1980: Wir sind alle lauter arme, kleine Würstchen
- 1981: Müllmänner-Blues
- 1983: Hilf mir
- 1983: Dieter Malinek, Ulla und ich
- 1983: Was in der Zeitung steht
- 1984: Rundfunkwerbung-Blues (live)
- 1984: Frohe Weihnacht
- 1985: Laßt sie reisen
- 1986: Es ist Weihnachtstag
- 1986: Nein, meine Söhne geb’ ich nicht
- 1988: In diesem, unsrem Lande
- 1988: Das Meer
- 1990: Alle Soldaten woll’n nach Haus
- 1992: Das Etikett
- 1994: 51er Kapitän
- 1994: Die Kinder von Izieu
- 1995: Ich liebe meine Küche
- 1996: Gib mir Musik
- 1996: Lilienthals Traum (mit dem Berliner Philharmonischen Orchester unter der Leitung von Manni Leuchter)
- 1998: Die 12 Weihnachtstage
- 1999: Einfach abhaun, einfach gehn (mit Ina Deter)
- 2000: Schenk mir diese Nacht (mit Klaus Hoffmann)
- 2000: Einhandsegler
- 2000: Ich bring’ dich durch die Nacht
- 2001: Kurti (live)
- 2002: Immer mehr
- 2002: Rüm Hart
- 2004: Ich kann!
- 2004: Alles O.K. in Guantánamo Bay
- 2004: Regen auf Jalalabad (mit I Muvrini)
- 2016: So viele Sommer
- 2024: Wir (mit Helene Fischer)

### Als Gastmusiker
- 1970: Eine Art von Serenade (live) (Udo Jürgens feat. Reinhard Mey)
- 1986: Ein Loch in der Kanne (live) (Rainhard Fendrich feat. Reinhard Mey)
- 1996: Liebe, Schnaps, Tod (mit Hannes Wader & Klaus Hoffmann)
- 2005: Abend I (The World Quintet feat. Reinhard Mey)
- 2012: Immer für dich da (Heinz Rudolf Kunze feat. Reinhard Mey)
- 2012: Tintenfass & Feder (Haudegen feat. Reinhard Mey)
- 2012: Meine Zeit (Klaus Hoffmann feat. Reinhard Mey)
- 2022: Le Temps des cerises auf Hannes Wader: Noch hier – Was ich noch singen wollte

## Samplerbeiträge
- 1996: Emily-Anne (I Wish I’d Written That Song (A Tribute to Colin Wilkie))
- 2005: Zauberland (Rio Reiser – Familienalbum, Band 2)
- 2006: Das Meer (Donaumusik)
- 2010: Das alte Fahrrad (Maurenbrecher für alle – Eine Hommage in 62 Liedern)
- 2014: Sternblauer Trenchcoat (Poem – Leonard Cohen in deutscher Sprache)
- 2016: Nichts von alledem (Wolfgang Petry und Freunde – Die Jahre mit dir)

## Videoalben
- 2003: Klaar Kiming
- 2009: Danke, liebe gute Fee

## Autorenbeteiligungen
Reinhard Mey komponiert und textet den größten Teil seiner Lieder selbst, auch für andere Interpreten schrieb er Lieder. Die folgende Liste beinhaltet Singles, an denen Mey als Autor mitwirkte und die sich durch fremde Interpreten in den Singlecharts in Deutschland, Österreich oder Schweiz platzieren konnten.
| Jahr | Titel Interpretation              | Höchstplatzierung, Gesamtwochen, AuszeichnungChartplatzierungen (Jahr, Titel, Interpretation, Platzierungen, Wochen, Auszeichnungen, Anmerkungen) | Höchstplatzierung, Gesamtwochen, AuszeichnungChartplatzierungen (Jahr, Titel, Interpretation, Platzierungen, Wochen, Auszeichnungen, Anmerkungen) | Höchstplatzierung, Gesamtwochen, AuszeichnungChartplatzierungen (Jahr, Titel, Interpretation, Platzierungen, Wochen, Auszeichnungen, Anmerkungen) | Anmerkungen                                            |
| Jahr | Titel Interpretation              | DE | AT | CH | Anmerkungen                                            |
| ---- | --------------------------------- | --- | --- | --- | ------------------------------------------------------ |
| 1972 | Gute Nacht, Freunde Inga und Wolf | DE22 Gold · (16 Wo.)DE | — | — | Erstveröffentlichung: Februar 1972 Verkäufe: + 500.000 |
| 1972 | Mädchen, wildes Mädchen Adamo     | DE45 (2 Wo.)DE | — | — | Erstveröffentlichung: Juli 1972                        |

grau schraffiert: keine Chartdaten aus diesem Jahr verfügbar

## Boxsets
| Jahr | Titel        | Höchstplatzierung, Gesamtwochen, AuszeichnungChartplatzierungen (Jahr, Titel, Platzierungen, Wochen, Auszeichnungen, Anmerkungen) | Höchstplatzierung, Gesamtwochen, AuszeichnungChartplatzierungen (Jahr, Titel, Platzierungen, Wochen, Auszeichnungen, Anmerkungen) | Höchstplatzierung, Gesamtwochen, AuszeichnungChartplatzierungen (Jahr, Titel, Platzierungen, Wochen, Auszeichnungen, Anmerkungen) | Anmerkungen |
| Jahr | Titel        | DE | AT | CH | Anmerkungen |
| ---- | ------------ | --- | --- | --- | --- |
| 2013 | Jahreszeiten | DE54 (1 Wo.)DE | — | — | Erstveröffentlichung: 6. Dezember 2013 Verkäufe: 4.000 (limitiert) Benefizanteil für die Von Bodelschwingh’schen Stiftungen |

Weitere Boxsets
- 1976: Mein Star (3 LPs)
- 1989: Lieder der 80er Jahre (6-CD-Box aller 1980er-Jahre-Studioalben)
- 1990: Die Story (6-CD-Ausgabe des Bertelsmann-Buchclubs)
- 2003: Über den Wolken – 67 Lieder aus 4 Jahrzehnten
- 2011: 4 Alben
- 2013: Jahreszeiten 1: 1967–1977
- 2013: Jahreszeiten 2: 1978–1988
- 2013: Jahreszeiten 3: 1989–1999
- 2013: Jahreszeiten 4: 2000–2013

## Hörspiele
- 2000: Peter und der Wolf

## Internationale Veröffentlichungen

### Englischsprachige Tonträger
Studioalben
- 1970: One Vote for Tomorrow

### Französischsprachige Tonträger
Studioalben
- 1968: Frédérik Mey, Vol. 1
- 1972: Frédérik Mey, Vol. 2
- 1974: Frédérik Mey, Vol. 3
- 1976: Frédérik Mey, Vol. 4
- 1979: Frédérik Mey, Vol. 5
- 1982: Frédérik Mey, Vol. 6
- 2005: Frédérik Mey, Vol. 7 – Douce France

Livealben
- 1976: Recital Frédérik Mey à l’Olympia
- 1979: Bobino
- 2014: Bobino & Olympia (Querschnitt der Liveauftritte im Bobino 1979 und im Olympia 1976)

EPs
- 1967: La Mort du pauvre homme / Encore combien de temps // Il me suffit de ton amour / La petite fille
- 1968: C’était une bonne année je crois / Je n’ai connu que toi // Christine / Rencontre
- 1972: Bonsoir mes amis / Arriverai venredi treize // J’amerais tant / Dans mon jardin
- 1972: Tyrannie // Les Bulles de savon / Je suis fait de ce bois

Singles
- 1968: Il me suffit de ton amour / Encore combien de temps
- 1971: La Boîte a musique / Je crois qu’elle est ainsi
- 1974: Le Politicien / Après tant de temps
- 1977: Il neige au fond de mon ame / Une cruche en pierre
- 1979: J’aimerais bien etre mon chien / La Blessure

Boxsets
- 2022: Le tendre mordant (4 CDs)

### Niederländische Tonträger
Studioalben
- 1975: Als de dag van toen (drei niederländische und neun deutsche Lieder)
- 1976: Als de dag van toen
- 1976: Er zijn dagen…
- 1987: Het allerbeste van Reinhard Mey (vier niederländische und acht deutsche Lieder)

Singles
- 1975: Als de dag van toen / Uit mijn dagboek
- 1975: Goede nacht vrienden / Noch einmal hab ich gelernt
- 1976: Ikarus / Ik wou zoals Orpheus zingen
- 1976: Vergeef mij als je kunt / Diplomatenjacht
- 1987: Als de dag van toen / Gute Nacht Freunde

## Statistik

### Chartauswertung
Die folgende Aufstellung beinhaltet alle Charterfolge von Mey in Deutschland, Österreich und der Schweiz. Zu beachten ist, dass Tributealben nicht mit in die Chartauswertung einfließen.
|                     | DE     | AT     | CH     |
| ------------------- | ------ | ------ | ------ |
| Nummer-eins-Alben   | DE4DE  | AT1AT  | CH—CH  |
| Top-10-Alben        | DE18DE | AT10AT | CH3CH  |
| Alben in den Charts | DE45DE | AT34AT | CH11CH |

|                       | DE    | AT    | CH    |
| --------------------- | ----- | ----- | ----- |
| Nummer-eins-Singles   | DE—DE | AT—AT | CH—CH |
| Top-10-Singles        | DE—DE | AT—AT | CH—CH |
| Singles in den Charts | DE2DE | AT—AT | CH—CH |

### Auszeichnungen für Musikverkäufe
Anmerkung: Auszeichnungen in Ländern aus den Charttabellen bzw. Chartboxen sind in ebendiesen zu finden.
| Land/RegionAuszeichnungen für Musikverkäufe (Land/Region, Auszeichnungen, Verkäufe, Quellen) | Gold       | Platin     | Verkäufe  | Quellen                           |
| -------------------------------------------------------------------------------------------- | ---------- | ---------- | --------- | --------------------------------- |
| Deutschland (BVMI)                                                                           | 14× Gold14 | 2× Platin2 | 3.750.000 | musikindustrie.de Einzelnachweise |
| Insgesamt                                                                                    | 14× Gold14 | 2× Platin2 |           |                                   |